# Medalha de Mérito (Timor-Leste)
A Medalha de Mérito é uma condecoração timorense estabelecida a 11 de fevereiro de 2009, que se destina a galardoar civis e militares timorenses e estrangeiros.

## Critérios e procedimento da atribuição
A Medalha de Mérito é entregue aos militares e civis timorenses e estrangeiros, que contribuíram significativamente para a paz e estabilidade nacional.
O processo de atribuição da medalha inicia-se com uma nomeação das forças civis e militares, por parte dos serviços da administração pública e pela sociedade civil em geral, que são enviadas para o gabinete do presidente de Timor-Leste. O presidente elege os agraciados, com o apoio do Comité da Medalha de Mérito. O presidente pode conceder a título excecional esta condecoração sem seguir os procedimentos de atribuição padrão.

## Agraciados
- Francisco Guterres[3]
- Major-General Lere Anan Timur (2017)[4]